# Me Against the Music
«Me Against the Music» (с англ. — «Я против музыки») — первый сингл американской певицы Бритни Спирс из её четвёртого студийного альбома In the Zone (2003), записанный при участии Мадонны, выпущенный 14 октября 2003 года на лейбле Jive Records. Песня была написана исполнительницами в сотрудничестве с Кристофером Стюартом, Пенелопой Магнет и другими авторами для четвёртого студийного альбома Спирс In the Zone (2003).
В песне заметно влияние хип-хопа и использование фанк гитар. Критики считали, что это был сильный танцевальный трек. Песню ждал коммерческий успех. Она достигла вершин хит-парадов в таких странах, как Австралия, Дания, Венгрия, Ирландия и Испания.

## История дуэта
Накануне выступления на церемонии VMA'03 совместно с Мадонной, Бритни репетировала в соседнем зале танец под уже записанный заглавный трек с будущего альбома. В этот момент мимо проходила Мадонна, которая, услышав запись, решила зайти внутрь. Она спросила: "Это твой новый сингл?" Бритни утвердительно покачала головой. "Тогда я хотела бы поучаствовать в нём!", - воскликнула Мэдж.
Так и родился на свет первый дуэт Бритни (на самом деле, на первом альбоме у Бритни есть ещё один трек, записанный в дуэте с Доном Филиппом), выпущенный в качестве сингла.
Сольную же версию Me Against the Music Бритни исполнила единожды во время выступления на NFL Kickoff Live 2003. Одновременно с этим, это было её официальное возвращение после личных проблем 2002 года.

## Коммерческий успех
25 октября 2003 года, песня «Me Against the Music» дебютировала под #50 в чарте Billboard Hot 100. Это был 10-й хит Спирс в чартах, а также первая запись, в которой она является соавтором. В карьере Мадонны, «Me Against the Music» — это 50-й сингл, вошедший в чарт, спустя 20 лет после её первого появления в Hot 100 с песней «Holiday».

## Видеоклип

### Разработка
Видеоклип на «Me Against the Music» был снят в течение трёх дней в октябре 2003 года, в Silvercup Studios в Лонг-Айленд-Сити в Нью-Йорке.

### Описание
Видео начинается с того, что Бритни паркует свою машину марки Mazda и входит в ночной клуб Нью-Йорка.

## Список композиций
| Australia CD 1 1. «Me Against the Music» — 3:43 2. «Me Against the Music» (Peter Rauhofer Radio Mix) — 3:42 3. «Me Against the Music» (The Mad Brit Mixshow) — 5:55 Australia CD 2 1. «Me Against the Music» (Rishi Rich's Desi Kulcha Remix) — 4:32 2. «Me Against the Music» (Passengerz vs. The Club Mix) — 7:37 3. «Me Against the Music» (Terminalhead Vocal Mix) — 7:10 4. «Me Against the Music» (Video Mix Instrumental) — 3:35 UK/EU CD Single 1. «Me Against the Music» — 3:43 2. «Me Against the Music» (Rishi Rich's Desi Kulcha Remix) — 4:33 3. «Me Against the Music» (Peter Rauhofer Radio Mix) — 3:42 4. «Me Against the Music» (The Mad Brit Mixshow) — 5:55 UK CD Maxi 1. «Me Against the Music» (Trak Starz Remix) — 3:31 2. «Me Against the Music» (Scott Storch Remix) — 3:38 3. «Me Against the Music» (Kanye West Remix) — 3:43 | U.S. CD Single 1. «Me Against the Music» — 3:43 2. «Me Against the Music» (Trak Starz Remix) — 3:31 3. «Me Against the Music» (Gabriel & Dresden Club Mix) — 8:51 4. «Me Against the Music» (Peter Rauhofer Radio Mix) — 3:43 5. «Me Against the Music» (The Mad Brit Mixshow) — 5:55 6. «Me Against the Music» (Bloodshy & Avant “Dubbie Style” Remix) — 5:15 7. «Me Against the Music» (Kanye West Remix) — 3:43 U.S. 12" Vinyl 1. A1. «Me Against the Music» (Peter Rauhofer's Electrohouse Mi) — 2. A2. «Me Against the Music» (The Mad Brit Mixshow) — 3. B1. «Me Against the Music» (Gabriel & Dresden Club Mix) — 4. B2. «Me Against the Music» (Rishi Rich's Punjabi Club Mix) — 5. C1. «Me Against the Music» (Peter Rauhofer's Electrohouse Dub) — 6. C2. «Me Against the Music» (Passengerz Vs The Club Mix) — 7. D1. «Me Against the Music» (Gabriel & Dresden Dub) — 8. D2. «Me Against the Music» (Terminalhead Vocal Mix) — |

## Чарты
| Чарт (2003)                          | Высшая позиция |
| ------------------------------------ | -------------- |
| Австралия (ARIA)                     | 1              |
| Австрия (Ö3 Austria Top 40)          | 12             |
| Бельгия (Ultratop 50 Flanders)       | 5              |
| Бельгия (Ultratop 50 Wallonia)       | 3              |
| Канада (Canadian Singles Chart)      | 2              |
| Чехия (IFPI)                         | 4              |
| Дания (Tracklisten)                  | 1              |
| Нидерланды (Dutch Top 40)            | 5              |
| Европа (European Hot 100 Singles)    | 1              |
| Финляндия (Yle)                      | 5              |
| Франция (SNEP)                       | 11             |
| Германия (Media Control AG)          | 5              |
| Греция (Greek Singles Chart)         | 2              |
| Венгрия (Hungarian Singles Chart)    | 1              |
| Ирландия (IRMA)                      | 1              |
| Италия (FIMI)                        | 2              |
| Япония (Oricon)                      | 38             |
| Новая Зеландия (Recorded Music NZ)   | 13             |
| Норвегия (VG-lista)                  | 2              |
| Испания (PROMUSICAE)                 | 1              |
| Швеция (Sverigetopplistan)           | 5              |
| Швейцария (Schweizer Hitparade)      | 4              |
| Великобритания (UK Singles Chart)    | 2              |
| США (Billboard Hot 100)              | 35             |
| США (Billboard Mainstream Top 40)    | 11             |
| США (Billboard Hot Dance Club Songs) | 1              |

| Чарт (2003)        | Позиция |
| ------------------ | ------- |
| Австралия          | 48      |
| Бельгия (Flanders) | 85      |
| Бельгия (Wallonia) | 81      |
| Великобритания     | 60      |
| Чарт (2004)        | Позиция |
| Австралия          | 95      |

## Сертификация
| Регион | Сертификация | Продажи |
| --- | ------------ | ------- |
| Австралия (ARIA) | Платиновый   | 70 000^ |
| Норвегия (IFPI Norway)                                                                                                   | Золотой      | 5000*   |
| Великобритания (BPI) | Серебряный   | 240,000 |
| США | —            | 341,000 |
| * Данные о продажах приведены только на основе сертификации. ^ Данные о тиражах приведены только на основе сертификации. |              |         |